# Гурово-Илавецке (гмина)
Гурово-Илавецке (пол. Górowo Iławeckie) — сельская гмина (волость) в Польше, входит как административная единица в Бартошицкий повет, Варминьско-Мазурское воеводство. Население — 6978 человек (на 2018 год).

## Демография
Данные по переписи 2018 года:
| Перепись  | Всего   | Всего | Женщины | Женщины | Мужчины | Мужчины |
| --------- | ------- | ----- | ------- | ------- | ------- | ------- |
| Единицы   | человек | %     | человек | %       | человек | %       |
| Население | 6978    | 100   | 3477    | 50,2    | 3501    | 49,8    |

## Сельские округа
1. Аугамы
2. Бондзе
3. Буковец
4. Чипрки
5. Дембы
6. Добжинка
7. Двужно
8. Дзиково-Илавецке
9. Галайны
10. Глёнды
11. Гротово
12. Яниково
13. Каминьск
14. Кандыты
15. Кивайны
16. Краснолонка
17. Кумкеймы
18. Липники
19. Парежки
20. Паустры
21. Пясек
22. Пясты-Вельке
23. Пешково
24. Сонгниты
25. Скарбец
26. Солтысовизна
27. Стега-Мала
28. Топшины
29. Вонгники
30. Вевюрки
31. Воймяны
32. Вокеле
33. Ворыны
34. Зеленица
35. Зембы
36. Живково

## Поселения
1. Кане-Илавецке
2. Пясечно
3. Поверше
4. Влодково
5. Сендзивоево
6. Малиново
7. Варшкайты
8. Нова-Весь-Илавецка
9. Жолендник
10. Галины
11. Робиты
12. Сигайны
13. Дульсин
14. Стаблавки
15. Орсы
16. Бондле
17. Нова-Карчма
18. Пудликаймы
19. Нервики
20. Лисяк
21. Воршины
22. Ворме
23. Гневково
24. Папроцина
25. Вонгрудка
26. Ворлавки
27. Дексыты
28. Вескаймы
29. Кумкеймы-Пшедне
30. Грушины
31. Решково
32. Грондзик

## Соседние гмины
1. Гмина Бартошице
2. Гурово-Илавецке
3. Гмина Лельково
4. Гмина Лидзбарк-Варминьски
5. Гмина Пененжно